# Comuna Priponești, Galați
Priponești este o comună în județul Galați, Moldova, România, formată din satele Ciorăști, Huștiu, Liești, Priponeștii de Jos și Priponești (reședința).
Conform recensămîntului din 2011, comuna Priponești are o populație de 2223 de locuitori.

## Demografie
Componența etnică a comunei Priponești
     Români (94,18%)
     Alte etnii (5,82%)
Componența confesională a comunei Priponești
     Ortodocși (93,56%)
     Alte religii (0,5%)
     Necunoscută (5,94%)
Conform recensământului efectuat în 2021, populația comunei Priponești se ridică la 1.786 de locuitori, în scădere față de recensământul anterior din 2011, când fuseseră înregistrați 2.223 de locuitori. Majoritatea locuitorilor sunt români (94,18%). Din punct de vedere confesional, majoritatea locuitorilor sunt ortodocși (93,56%), iar pentru 5,94% nu se cunoaște apartenența confesională.

## Politică și administrație
Comuna Priponești este administrată de un primar și un consiliu local compus din 11 consilieri. Primarul, Lucian Borza[*], de la Partidul Social Democrat, este în funcție din 2012. Începând cu alegerile locale din 2024, consiliul local are următoarea componență pe partide politice:
|  | Partid                          | Consilieri | Componența Consiliului | Componența Consiliului | Componența Consiliului | Componența Consiliului | Componența Consiliului | Componența Consiliului |
|  | ------------------------------- | ---------- | ---------------------- | ---------------------- | ---------------------- | ---------------------- | ---------------------- | ---------------------- |
|  | Partidul Social Democrat        | 6          |                        |                        |                        |                        |                        |                        |
|  | Alianța pentru Unirea Românilor | 3          |                        |                        |                        |                        |                        |                        |
|  | Partidul Național Liberal       | 2          |                        |                        |                        |                        |                        |                        |

## Personalități născute aici
- Mircea Bașta (1929-1999), actor;
- Vasile Ghica (n. 1940), scriitor;
- Ion Oprea (n. 1932), jurnalist;
- Constantin Răuță (1941-2020), om de știință[necesită citare]